# LOVE LOVE Summer
「LOVE LOVE Summer」（ラヴ・ラヴ・サマー）は、ケツメイシのメジャー23作目・通算26枚目のシングル。　　 　

## 概要
avex trax移籍第一弾シングル。CD・CD+DVDの2形態で発売。DVD付パッケージは初となる。「LOVE LOVE Summer」のミュージック・ビデオには水原希子が出演。サイパン島で初の海外ロケを行った。
「ボラーレ 〜 Nel Blu, Dipinto Di Blu」は、ジプシー・キングスの「Volare」のカバー。初のカバー楽曲であり、キリンビール「麒麟淡麗〈生〉」CMソング。
CMは原曲歌詞バージョンで、本作収録は日本語バージョン。

## 収録曲

### CD
全曲作詞（1.2）・日本語詞（3.4）：ケツメイシ
1. LOVE LOVE Summer　4分20秒
  - 作曲：ケツメイシ・Quiet☆Rockerz（田中義人・堀向直之・M.T）
2. LOVER　5分07秒
  - 作曲：THE COMPANY・中尾嘉輝
3. ボラーレ ～ Nel Blu, Dipinto Di Blu　3分22秒
  - 作詞：Domenico Modugno，Francesco Migliacci／作曲：Domenico Modugno
4. ボラーレ ～ Nel Blu, Dipinto Di Blu（FPM EVERLUST Remix）　6分35秒

### DVD
1. LOVE LOVE Summer MV

## タイアップ
| 曲名                                | タイアップ                                                           |
| LOVE LOVE Summer                    | テレビ朝日系「お願い!ランキング」2012年7月度エンディングテーマソング |
| LOVE LOVE Summer                    | H.I.S.「スーパーサマーセールラストキャンペーン」CMソング             |
| LOVE LOVE Summer                    | 毎日放送「ロケみつ ザ・ワールド」2012年7月度エンディングテーマ       |
| LOVE LOVE Summer                    | AMO'S STYLE by Triumph「夢みるブラ」CMソング                         |
| LOVER                               | H.I.S.「ハネムーン編」CMソング                                       |
| ボラーレ ～ Nel Blu, Dipinto Di Blu | キリンビール「麒麟淡麗〈生〉」CMソング                               |